# Aeropuerto de False Pass
El Aeropuerto de False Pass (IATA: KFP, OACI: PAKF, FAA LID: KFP) es un aeropuerto de propiedad pública y gestionado por el estado de Alaska ubicado en False Pass.

## Instalaciones y aeronaves
El Aeropuerto de False Pass cubre un área de ocho ha a una elevación de 6 m sobre el nivel del mar. Tiene una pista designada 13/31 con 2100 por 75 pies (640 x 23 m) con superficie de grava. En los doce meses previos al 31 de diciembre de 2005, el aeropuerto tuvo 1050 operaciones, con una media de 87 por mes: 52% aviación general y 48% vuelos ejecutivos.